# Південно-Західний Ачех (регентство)
Південно-Західний Ачех (індонез. Kabupaten Aceh Barat Daya) — регентство в спеціальному регіоні Ачех в Індонезії. Він розташований на острові Суматра. Регентство займає площу 1882,05 квадратних кілометрів і згідно з переписом 2010 року мало населення 126 036 осіб; це зросло до 140 366 за переписом 2015 року та до 150 775 за переписом 2020 року. Резиденція регентського уряду знаходиться в Блангпіді.

## Адміністративні райони
Регентство адміністративно поділено на дев'ять округів (кечаматани), наведені нижче в таблиці з їхніми площами (в км2) і населенням за даними перепису 2010 і перепису 2020. Таблиця також містить розташування районних адміністративних центрів, кількість сіл (сільських деса та міських келурахан ) у кожному районі та їх поштові індекси.
| Назва         | Площа (в км 2) | Населення Перепис 2010 рік | Населення Перепис 2020 рік | Адмін центр        | Кількість сіл | Індекс |
| ------------- | -------------- | -------------------------- | -------------------------- | ------------------ | ------------- | ------ |
| Манггенг      | 40,94          | 12 670                     | 15,331                     | Кедай Мангген      | 18            | 23760  |
| Лембах Сабіл  | 99,15          | 9,771                      | 11,121                     | Кот Бак У          | 14            | 23762  |
| Танган-Танган | 132,92         | 11 509                     | 13,704                     | Танджунг Бунга     | 15            | 23768  |
| Setia         | 43,92          | 7,461                      | 8,673                      | Lhang              | 9             | 23763  |
| Blangpidie    | 473,68         | 20 084                     | 23 810                     | Пасар Блангпіді    | 20            | 23764  |
| Jeumpa        | 367.12         | 9,481                      | 11,338                     | Алуе Сунгай Пінанг | 12            | 23769  |
| Сусох         | 19.05          | 20 901                     | 24 619                     | Паданг Бару        | 29            | 23765  |
| Куала Бейті   | 176,99         | 17 740                     | 21,383                     | Пасар Кота Бахагія | 21            | 23766  |
| Бабахрот      | 528,28         | 16 419                     | 20 796                     | Панте Рак'ят       | 14            | 23767  |
| Підсумки      | 1882,05        | 126 036                    | 150 775                    | Blangpidie         | 152           |        |